# Chronique de Skylitzès de Madrid
La Chronique de Skylitzès dite de Madrid est un manuscrit enluminé contenant la chronique de Jean Skylitzès décorée de 577 miniatures. Elle est actuellement conservée à la bibliothèque nationale d'Espagne (Gr. Vitr. 26-2).

## Historique
Le manuscrit ne mentionne pas son origine, mais son écriture comporte de grandes similarités avec un manuel de médecine arabe traduit en grec provenant d'un scriptorium du Sud de l'Italie (Bibliothèque apostolique vaticane, Vat. Gr. 300) ainsi qu'avec un document bilingue produit par la chancellerie de Roger II de Sicile à Palerme (Patti, Archives capitulaires, I.164). Les illustrations sont très proches de celles d'un manuscrit d'un poème de Pierre d'Éboli produit à Palerme pour Henri VI du Saint-Empire dans les années 1190 (Berne, Burgerbibliothek, lat.120). Le manuscrit aurait donc été produit sous le patronage du roi de Sicile Roger II et son fils Guillaume, dans le troisième quart du XIIe siècle.
Par la suite, le manuscrit est attesté au monastère du Saint-Sauveur de Messine au cours du XVe siècle. Il entre en 1712 à la bibliothèque royale de Madrid.

## Description et analyse iconographique

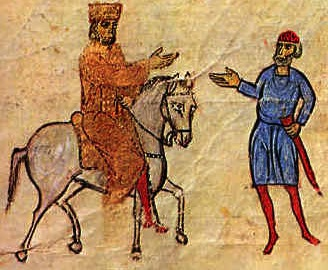
Basile Ier (867-886) d'après la Chronique de Ioannis Skylitzes.

Le chronique de Jean Skylitzès a été écrite vers 1070 et son succès est attesté dans les années suivantes par la production de ce manuscrit une centaine d'années plus tard. Le manuscrit a perdu des pages en son centre ainsi qu'à la fin mais conserve encore 577 miniatures. Certaines pages ont été laissées vides par les scribes sans qu'elles aient été remplies par les enlumineurs.
Les spécialistes distinguent deux grands types de miniatures : celles d'inspiration purement byzantine et celles présentant une influence occidentale. Un certain nombre de miniatures présentent aussi une familiarité avec le style des peintures musulmanes. C'est sans doute une équipe complètes d'enlumineurs, mélangeant ces trois influences, qui est sans doute à l'origine du manuscrit. Une telle équipe pouvait tout à fait être réunie en Sicile à cette époque. L'histoire des empereurs d'Orient a sans doute inspiré les rois normands de Sicile, flattant ainsi leurs ambitions impériales.